# Thorectes valencianus
Thorectes valencianus is een keversoort uit de familie mesttorren (Geotrupidae). De wetenschappelijke naam van de soort werd in 1966 gepubliceerd door Baraud.